# Robert Juckel
Robert Juckel (* 12. Dezember 1981 in Cottbus) ist ein deutscher Kunstturner.
Juckel trainiert beim SC Cottbus. Er war mehrfach Deutscher Meister und wurde Achter mit der Mannschaft bei den Olympischen Spielen 2004 in Athen und gewann die Bronzemedaille bei den Turn-Weltmeisterschaften 2007 in Stuttgart. Bei den Olympischen Spielen 2008 in Peking erreichte er mit der Mannschaft den vierten Platz.
Juckel war Sportsoldat bei der Bundeswehr und arbeitet heute bei der Sparkasse Spree-Neiße.